# Залізничний світлофор

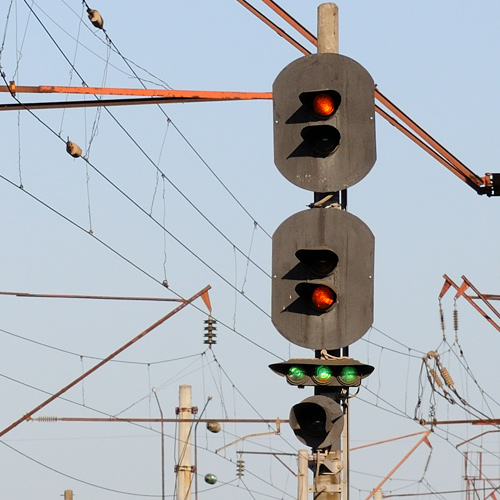
Вхідний світлофор «радянського зразка»

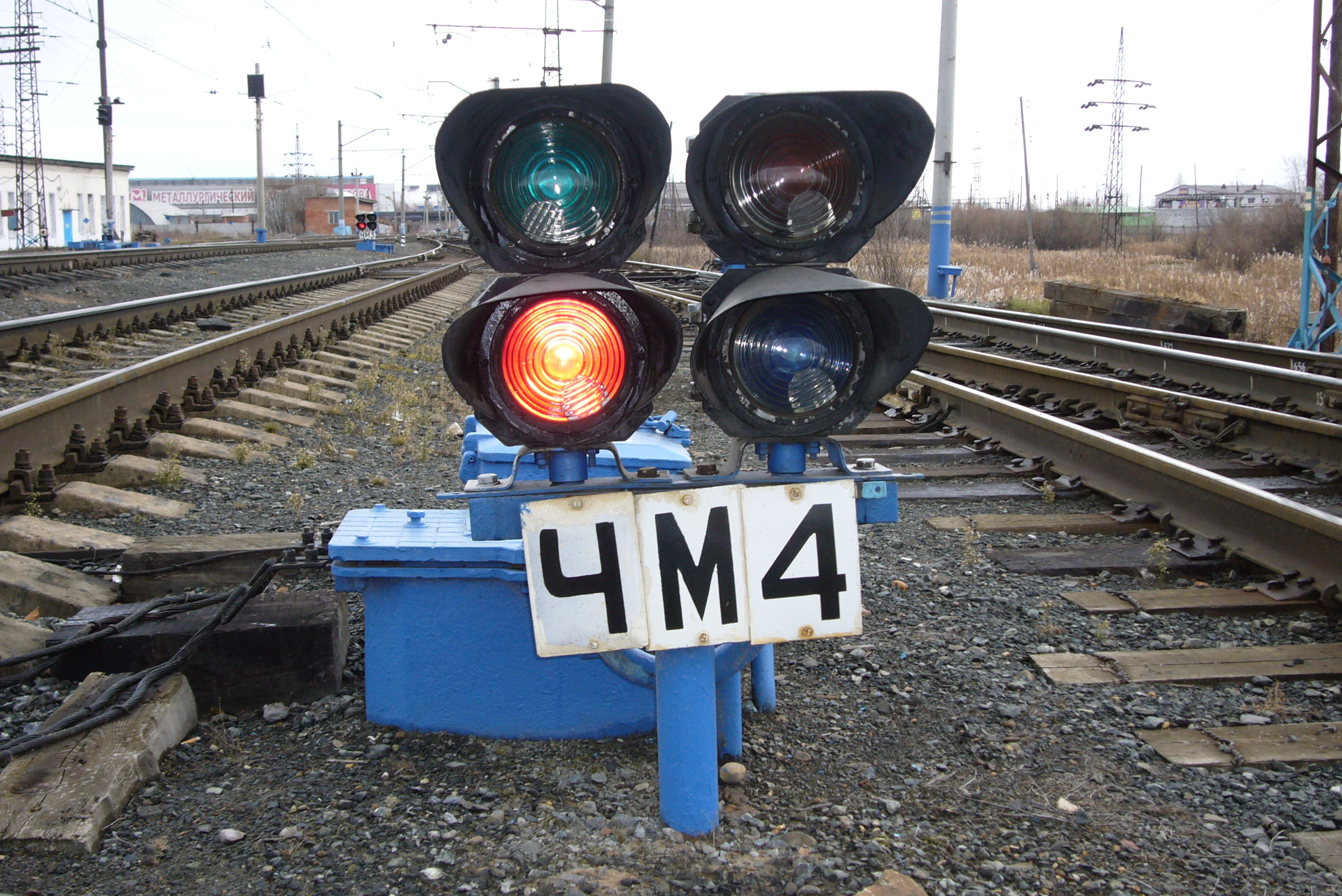
Карликовий маршрутний світлофор в Росії

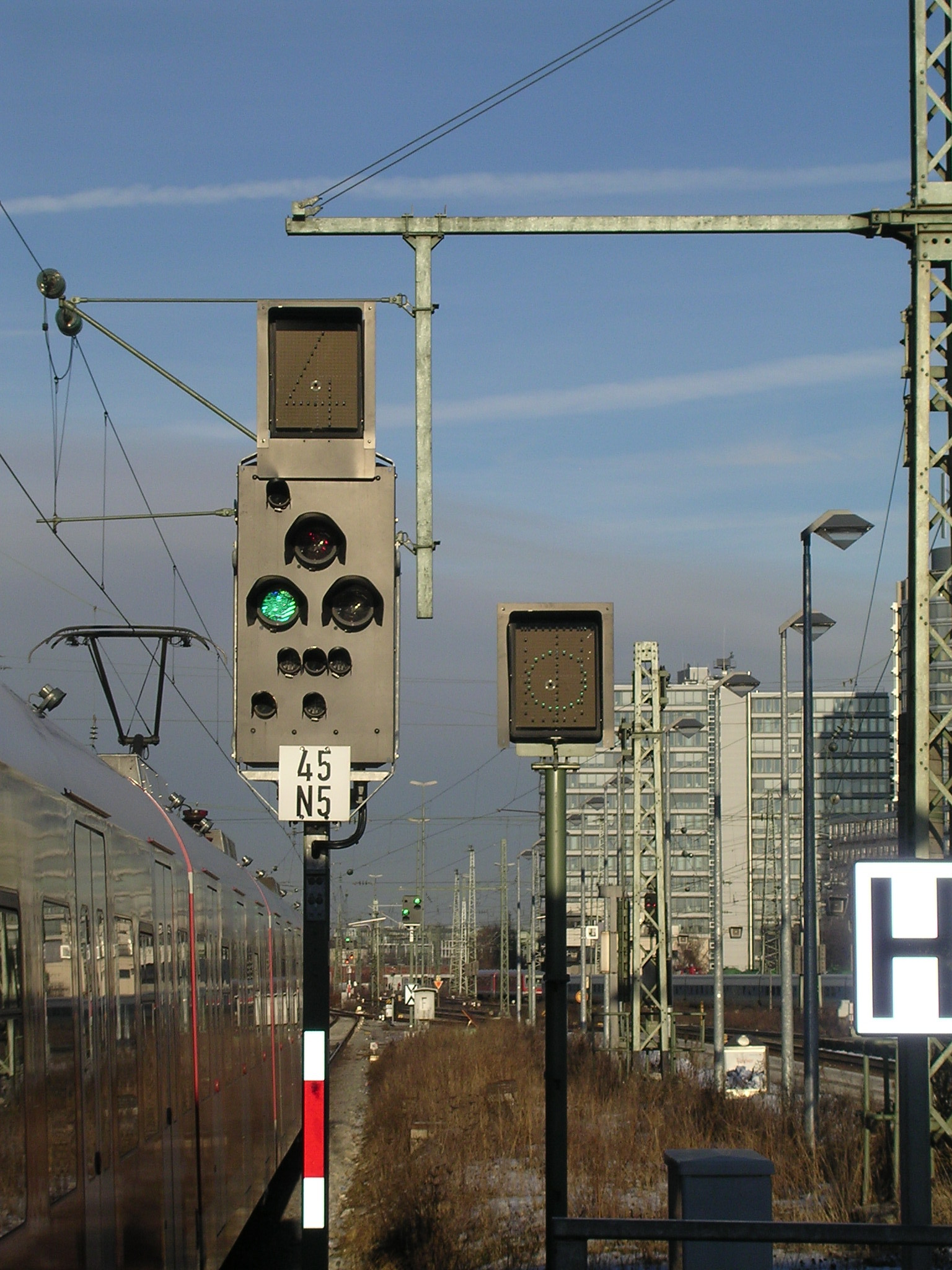
Залізничний світлофор в Німеччині

Залізни́чний світлофо́р — пристрій для видимої сигналізації на залізницях, подає сигнали в будь-який час доби тільки світлом вогнів (а саме, кольором, миготінням, числом, розташуванням вогнів). Як правило, показання світлофора призначене для членів локомотивної бригади або для машиніста рухомого складу, а сам світлофор, за винятком локомотивного світлофора, є наземним пристроєм.
Залізничні світлофори призначені для регулювання руху поїздів, маневрових составів, а також регулювання швидкості розпуску з сортувальної гірки. Також світлофори або додаткові світлові покажчики можуть інформувати машиніста про маршрут або якось ще конкретизувати показання. У зв'язку із загальною схожістю як за призначенням, так і по конструкції, до залізничних можна відносити і світлофори метрополітенів і легкорейкового транспорту.
У цій статті розглядаються загальні характеристики і конструкція світлофорів.
Про використання світлофорів в залізничній сигналізації на різних системах залізниць, метро та ін. позавуличного рейкового транспорту, системах сигналізації див. Залізнична світлофорна сигналізація.

## Особливості
За експлуатаційними властивостями основна відмінність типового залізничного світлофора від більшості світлофорів на автомобільних дорогах (вуличних) — набагато більш вузька спрямованість основного променя (в Україні і пострадянському просторі — зазвичай кут розбіжності близько 3 °), оскільки в більшості випадків показання світлофора призначене тільки для машиніста рухомого складу, що знаходиться на якійсь одній ділянці колії. Також відмінність полягає в тому, що однозначне сприйняття показання світлофора на залізниці має відбуватися на великих відстанях — порядку 0,8-1,5 км, що практично виключає використання будь-яких фігур або силуетів в межах одного вогню.
Як правило, в будь-якій залізничній світлофорній сигналізації в цілому потрібно досить багато різних показань, а кількість можливих для застосування кольорів дуже обмежена — як правило, від 3 до 6 (причому 6 — вже на межі можливостей людини по сприйняттю кольорів в досить складних умовах видимості), тому, як правило, використання тільки одного вогню будь-якого кольору в масштабі всієї системи сигналізації виявляється неможливим. На залізницях світу застосовуються світлофори, які виражають сигнал або тільки взаємним розташуванням вогнів, або тільки їх кольором (і часто також миготінням), або як кольорами, так і розташуванням, причому системи сигналізації можуть бути як простими, так і дуже складними для вивчення і сприйняття.
Наприклад, в Росії, основне значення має колір вогнів і миготіння, а також визначено їх відносне взаємне положення; при цьому всі вогні світлофора, палаючі одночасно, розташовуються завжди на одній вертикальній лінії.
Кольори, які застосовуються в світлофорній сигналізації Росії, називаються так: червоний, жовтий, зелений, місячно-білий, синій. У системах, що утворилися на базі французької, виділяють фіолетовий колір; також в деяких системах фактично жовтий вогонь називають помаранчевим.

## Технічні характеристики
Традиційно в світлофорах як джерело світла застосовувалася лампа розжарювання, причому через вимоги вузького фокусування променя нитка лампи повинна бути короткою, а тому зазвичай застосовують низьковольтні лампи — 12-вольт, вельми схожі на старі лампи фар автомобілів або лампи діапроєкторів. Також такі лампи більш стійкі до багаторазових включень і вимикань, що важливо при мерехтінні, до вібрацій. У Росії використовуються двухнитьові лампи: одна нитка основна, зі строком служби 2000 годин, інша резервна, зі строком служби 300 годин, включається керуючою схемою при перегорання основної.
Також останнім часом стали застосовуватися світлодіодні світлофори, в першу чергу вони встановлюються на прохідних світлофорах (на перегонах), де доступ до світлофорів ускладнений і висока надійність світлодіодних матриць значно полегшує експлуатацію світлофорів.
Лампові світлофори, здатні передавати показання різних кольорів, конструктивно виконували найчастіше 2 типів: т. з. лінзові і прожекторні.
На пострадянському просторі, як і в світі в цілому, найбільш поширені лінзові світлофори (англ. colorlight signal). Вони мають для кожного окремого сигнального вогню окремий т. з. комплект, що складається з патрона з лампою (і часто — системи для настройки фокусування при установці), та лінзового комплекту, що складається з декількох лінз (зазвичай східчастих і опуклих для якнайкращого використання світлового потоку) і світлофільтрів відповідного кольору. У Росії лінзовий комплект складається з внутрішньої ступінчастої кольорової лінзи-світлофільтру і зовнішньої безбарвної ступінчастої лінзи. Основні недоліки такого пристрою — відносно низька економічність (потужність лампи розжарювання там зазвичай становить 25 Вт, також зустрічаються лампи потужністю 15 і 35 Вт) через погане використання світлового потоку (всього 25-30 %), і також можливість змішування показань при попаданні сонячних променів в лінзові комплекти (через це неможливо застосовувати дзеркала, які сильно поліпшили б використання світлового потоку).
Переваги світлодіодів взагалі в порівнянні з лампами розжарювання — економічність (крім «білих» світлодіодів, як правило), довговічність, надійність (в тому числі за рахунок множинності світлодіодів в одному сигнальному комплекті), непотрібність досить дорогих кольорових лінз або світлофільтрів, для деяких кольорів (зелений (смарагдовий), почасти синій) — більш яскравий, насичений колір, що полегшує сприйняття в складних умовах, особливо в яскравий сонячний день, також вночі в яскраво освітленому місті тощо. А недоліки — знову ж таки, для деяких кольорів — або навпаки занадто бляклий, але кілька різкий, дратівливий колір (це характерно для жовтого), або — через недоступність певних кольорів світлодіодів — просто нестандартний, нетрадиційний колір (це часто для жовтого і білого кольорів — наприклад, є приклад відверто синього «місячно-білого» світла в московському метро). Червоний на наявних в даний час світлодіодних світлофорах, мабуть, за зоровим сприйняттям істотно не кращий і не гірший за традиційний, за червоним світлом навіть досить важко відрізнити світлодіодний світлофор від лампового.
Також можна вважати недоліком те, що світлодіоди різко запалюються і гаснуть відповідно до того, як на них подається і знімається напруга: при мерехтінні вогню це досить сильно дратує членів локомотивної бригади, крім того, сам вид миготіння незвичний, не сприймається як залізничний світлофор, на відміну від плавного розгоряння і згасання низьковольтних ламп. Але при бажанні цей недолік легко усунути найпростішими електронними схемами.
Істотним недоліком світлодіодних світлофорів є складність побудови і нетривіальність (в порівнянні з ламповими світлофорами) схем контролю горіння вогнів.

## Класифікація

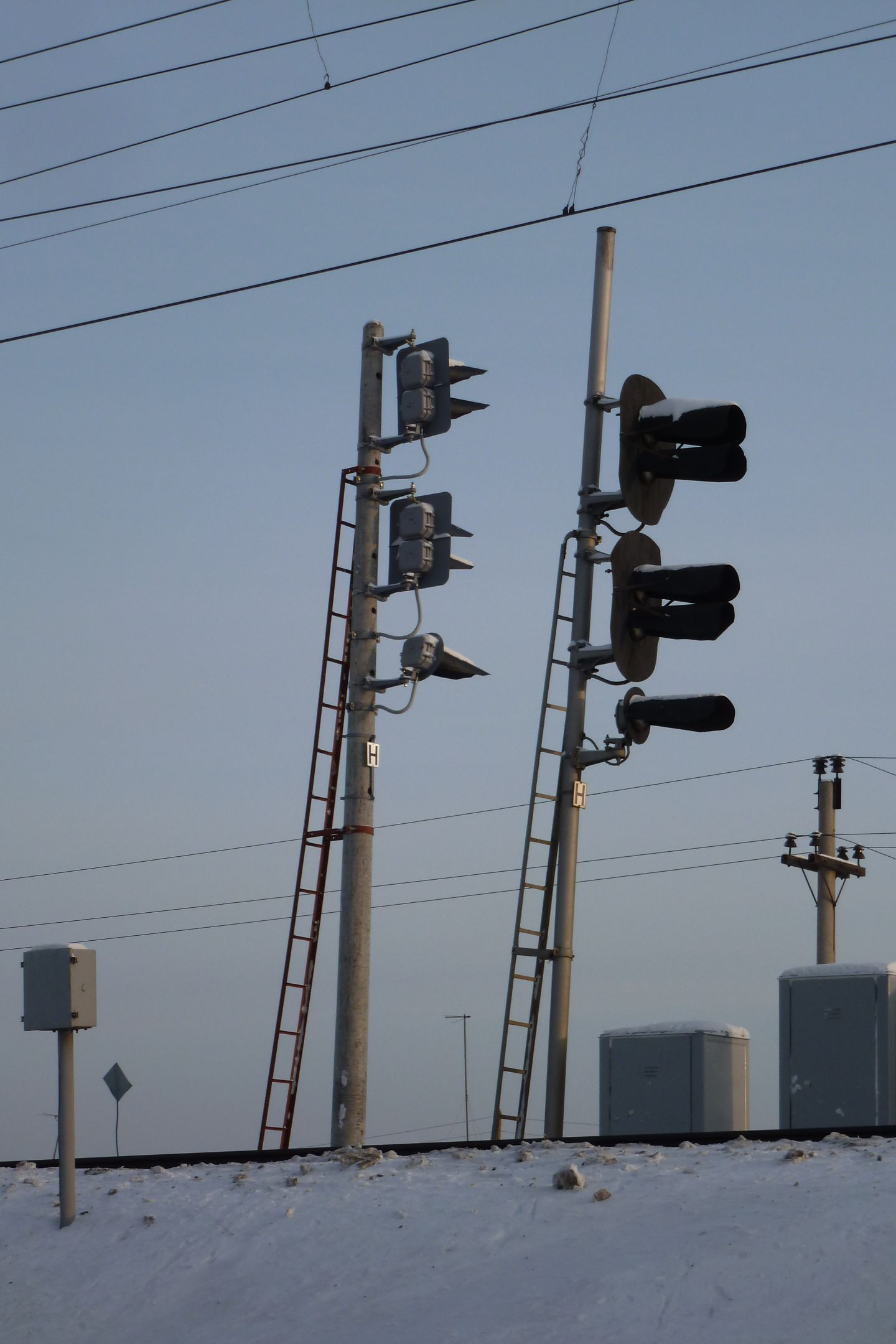
Вхідні світлофори з голівками старого типу (з круглими щитами) і нового (з прямокутними)

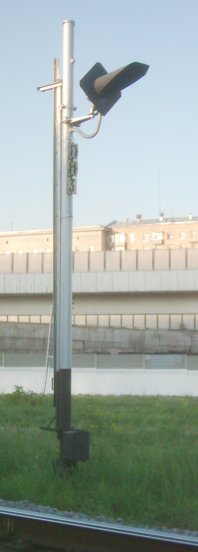
Повторювальний світлофор в Росії

### Види світлодіодних світлофорів

#### Специфічно світлодіодні
Схожі на вуличні світлодіодні світлофори. У них кожен сигнальний комплект являє собою плоску матрицю зі світлодіодами, фокусування променя відбувається для кожного світлодіода окремо вбудованою в світлодіод лінзою. Переваги такого світлофора — дуже хороша стійкість до розбивання сигнальних комплектів хуліганами, так як матриця захищена якимось міцним прозорим матеріалом, різкість і чітка видимість показань починаючи з середніх відстаней — обидві переваги особливо важливі в місті.
Також в деяких випадках (у випадку крутих кривих) перевагою є, безумовно, досить широкий кут видимості — в інших випадках це скоріше недолік. Основний же недолік такої конструкції — безумовно, дратівливий і часто навіть сліпучий ефект матриці на близьких відстанях — зворотна сторона особливо чіткої видимості на середніх відстанях. Це залежить не тільки і не стільки від числа світлодіодів і сумарної яскравості променя, скільки від діаметра лінзи і відповідно яскравості видимого диска кожного світлодіода — при збільшенні діаметра лінз аж до їх змикання між собою цей небажаний ефект зникає.

#### Лінзові
Подібні до лампових лінзових світлофорів, і відрізняються від них принципово тільки тим, що всі їхні лінзи безбарвні. Це можуть бути як спеціально розроблені лінзові комплекти для світлодіодів, так і звичайні лампові лінзові світлофори, в яких замість лампи встановлений світлодіодний комплект, що випромінює в цілому світло в широкий сектор, що покриває всю площу лінзи, а замість кольорової лінзи — безбарвна. Такі світлофори від лампових відрізняються тільки відтінком кольору, характером миготіння і деякою мірою — кутом розходження променя — через відмінності ефективних розмірів власне джерела світла. Такий світлофор, звичайно, не відрізняється від лампового стійкістю до хуліганів, але досить економічний і практично не вимагає обслуговування, крім миття забруднених і запилених лінз (в той час як термін служби ламп у світлофорах, що постійно горять, всього близько 2000 год.).

### Розташування
По розташуванню світлофори розрізняють: щоглові, тобто ті, що мають власну щоглу; підвісні або консольні, тобто встановлені на будь-якій конструкції над коліями; карликові, тобто розташовані на невеликій висоті над землею, як правило, на бетонному блоці або низькому стовпчику; а також тунельні, закріплені на стіні тунелю. Зрідка трапляються й будь-які особливі способи кріплення світлофорів. Карликові світлофори дешевші, а також через свої габарити вимагають меншої відстані між коліями, що дозволяє часто виграти кілька метрів у довжині колій. Але в цілому прийнято вважати, що вони мають трохи гіршу видимість, бо можуть бути перекриті людьми, які ходять по коліях, заметені снігом тощо. Однак на залізниці, що проходить в освітленій міській забудові, вночі часто якраз високо розташовані світлофори виявляються гірше видимими.

### Форма щита
Характерною рисою залізничних світлофорів (крім більшості обмежених негабаритами карликових і тунельних) є наявність дуже великих в порівнянні з діаметром вогнів фонових щитів, практично завжди чорних, іноді з облямівкою іншого кольору. Часто форма щита якимось чином вказує на тип світлофора або особливості його значення. Також для таких цілей часто використовується розфарбування щогли. У Росії формою щита (ромб або квадрат, повернений діагоналлю вертикально, на відміну від щитів іншої форми — круглих, прямокутних, овальних) відрізняються тільки повторювальні і загороджувальні світлофори, причому останні також відрізняються чорно-білим спірально-смугастим забарвленням щогли. Також для лінзових світлофорів Росії, а в ще більшому ступені для старих лінзових світлофорів до 80-х років випуску характерні дуже довгі козирки над кожним лінзовим комплектом.

## Сигнали світлофорів на залізницях колишнього СРСР

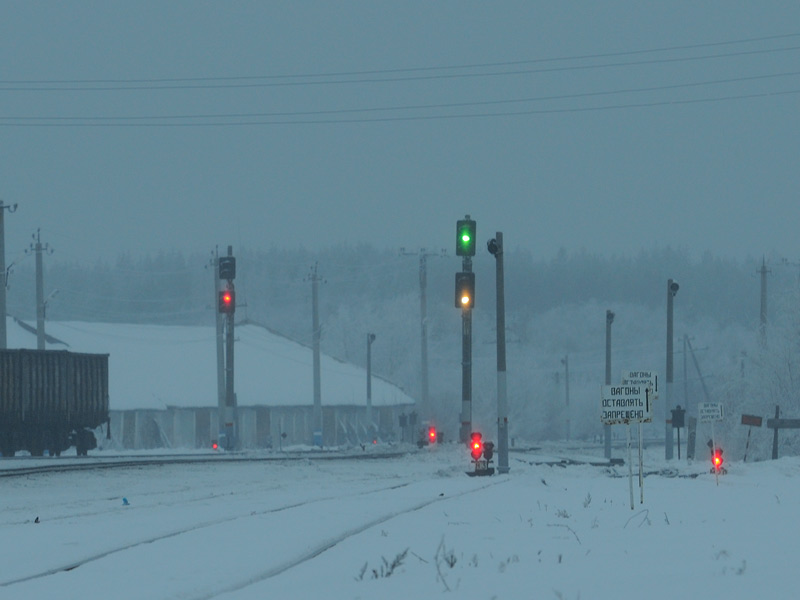
Вихідний світлофор на ділянці з АЛСО, що показує зелений і місячно-білий вогні

- Зелений — дозволяється рух зі встановленою швидкістю, наступний світлофор відкритий. При тризначному автоблокуванні означає вільність двох і більше блок-дільниць (БД), при чотиризначному — трьох і більше);
- Жовтий — дозволяється рух з готовністю зупинитися (попереду вільна одна БД), наступний світлофор закритий (локомотивні пристрої при використанні АЛС допускають рух після проходження жовтого вогню зі швидкістю не більше 50-60 км / год — в залежності від місцевих інструкцій);
- Червоний — Стій! Забороняється проїжджати сигнал.
- Жовтий із зеленим — застосовується при 4-значному АБ, проміжне показання між зеленим і жовтим, означає вільність попереду двох блок-ділянок.
- Два жовтих (ЖЖ) — дозволяється рух зі зменшеною швидкістю з відхиленням по стрілочному переводу, наступний світлофор закритий (червоний).
- Два жовтих, з них верхній миготливий (ЖмЖ) — дозволяється рух зі зменшеною швидкістю з відхиленням по стрілочному переводу, наступний світлофор відкритий.
- Жовтий миготливий — дозволяється рух зі встановленою швидкістю, наступний світлофор сигналізує про відхилення по стрілочному переводу.
- Зелений миготливий, жовтий і зелена смуга, що світиться (ЗСС) — дозволяється прямування зі швидкістю до 80 км / год з відхиленням по стрілочному переводу з пологою хрестовиною марки 1/18, наступний світлофор відкритий.
- ЖмЖ і ЗСС — дозволяється прямування зі швидкістю до 80 км / год, наступний світлофор вимагає проходження його із зменшеною швидкістю (ЖЖ або ЖмЖ).
- ЖЖ і ЗСС — дозволяється прямування зі швидкістю до 60 км / год і готовністю зупинитися, наступний світлофор закритий.

Зустрічаються ділянки, де на перегонах відсутні прохідні світлофори і як засіб сигналізації використовується Автоматична локомотивна сигналізація (в цьому випадку вона називається АЛСО). Вихідними світлофорами на таких ділянках подаються сигнали:
- Зелений і місячно-білий — попереду вільні дві або більше БД.
- Жовтий і місячно-білий — попереду вільна одна БД.
- Місячно-білий — дозволяється проводити маневри.
- Синій — забороняється проводити маневри.